# Мой Приют
Мой Прию́т — деревня в Жердевском районе Тамбовской области России. Входит в состав Шпикуловского сельсовета.

## География
Деревня находится в южной части Тамбовской области, в лесостепной зоне, в пределах Окско-Донской низменной равнины, к востоку от автодороги Р22, на расстоянии примерно 31 км (по прямой) к юго-востоку от города Жердевка, административного центра района. Абсолютная высота — 165 м над уровнем моря.

### Климат
Климат умеренно континентальный, относительно сухой, с холодной продолжительной зимой и тёплым летом. Средняя температура воздуха самого холодного месяца (января) — −11,5 — −10,5 °C (абсолютный минимум — −39 °C); самого тёплого месяца (июля) — 19,5 — 20,5 °C (абсолютный максимум — 40 °С). Продолжительность периода с положительной температурой выше 10 °C составляет 141—154 дня. Среднегодовое количество атмосферных осадков составляет около 400—475 мм. Продолжительность залегания снежного покрова составляет в среднем 135 дней.

### Часовой пояс
Деревня Мой Приют, как и вся Тамбовская область, находится в часовой зоне МСК (московское время). Смещение применяемого времени относительно UTC составляет +3:00.

## Население
| 2010 |
| ---- |
| 48   |

### Половой состав
По данным Всероссийской переписи населения 2010 года, в гендерной структуре населения мужчины составляли 52,1 %, женщины — соответственно 47,9 %.

### Национальный состав
Согласно результатам переписи 2002 года, в национальной структуре населения русские составляли 100 % из 62 чел.